# Gustaf Tisell
Carl Gustaf Tisell, född 18 juli 1869 i Alingsås stadsförsamling, Älvsborgs län, död 22 augusti 1944 i Örebro Nikolai församling, var en svensk jurist och politiker.
Tisell blev student vid Uppsala universitet 1888 och avlade juris utriusque kandidatexamen där 1895. Han blev tillförordnad rådman i Örebro 1899 och ordinarie rådman 1903. Som riksdagsman var Tisell ledamot av första kammaren 1914–1918. Han blev riddare av Vasaorden 1914 och av Nordstjärneorden 1925 samt kommendör av andra klassen av Vasaorden 1933. Tisell är begraven på Nikolai kyrkogård i Örebro.